# Dichrophleps boliviana
Dichrophleps boliviana är en insektsart som beskrevs av Schmidt 1928. Dichrophleps boliviana ingår i släktet Dichrophleps och familjen dvärgstritar. Inga underarter finns listade i Catalogue of Life.